# 嘉惠電力
嘉惠電力股份有限公司（Chiahui Power Corporation），是一家台灣的民營電廠，現為遠東集團旗下的子公司之一，其第二大股東為日商電源開發株式會社，以天然氣發電為主，位於嘉義縣民雄鄉。

## 背景
西元1990年代起，中華民國經濟部開始開放電業自由化。1994年訂《開放發電業作業要點》，允許民間經營水力發電或火力發電業務；1995年，公布《設立發電廠申請須知》
，至此開始有民營電廠先後設立，嘉惠電力為其中之一。

## 沿革
- 1996年4月29日成立[6]，由三福集團董事長蕭火綿與美商合作引進天然氣發電，租用原台糖塗樓農場14公頃土地，投資143億元新台幣蓋廠，發電容量67萬瓩。2000年，辦理15億5百萬元增資案，由亞東集團（即遠東集團）旗下亞洲水泥股份有限公司投資9億1百餘萬元，徐旭東擔任董事長，此後遠東集團成為嘉惠電力主要投資者，三福退出經營[7]。
- 2002年12月16日，亞洲水泥將嘉惠電力部分股權售予日商電源開發株式會社（日语：電源開発）（J-POWER）荷蘭分公司J-Power Investment Netherlands B .V，仍握有超過50%股份，2003年1月生效。[8]
- 2003年12月商轉[9]。

### 公告書類
- 變更民雄都市計畫（部份農業區為配氣站專用區）案（页面存档备份，存于），2002年4月，嘉義縣政府。

## 外部連結
- （繁體中文）官方網站（页面存档备份，存于）